# Kingston - Dossier paura
Kingston - Dossier paura (Kingston: Confidential) è una serie televisiva statunitense in 14 episodi trasmessi per la prima volta nel corso di una sola stagione dal 1976 al 1977.

## Trama
R.B. Kingston è un giornalista che lavora per un'importante consorzio editoriale e televisivo di San Francisco. Da giornalista investigativo classico, Kingston è solito interessarsi di reati e crimini che, spesso con l'aiuto dei colleghi (tra cui i giovani cronisti Tony Marino e Beth Kelly), riesce anche a risolvere.

## Personaggi e interpreti
- R.B. Kingston (14 episodi, 1976-1977), interpretato da Raymond Burr.
- Beth Kelly (13 episodi, 1977), interpretata da Pamela Hensley.
- Tony Marino (13 episodi, 1977), interpretato da Art Hindle.
- Senatore Hobath (2 episodi, 1976-1977), interpretato da Robert Mandan.
- Harry Todd (2 episodi, 1976-1977), interpretato da Robert Sampson.
- Jessica Frazier, interpretata da Nancy Olson.
È una delle dirigenti del Frazier News Group, il gruppo editoriale per il quale lavora Kingston.

## Produzione
La serie fu prodotta da Groverton Productions e R.B. Productions e Universal TV Le musiche furono composte da Henry Mancini e Pete Rugolo.

### Registi
Tra i registi sono accreditati:
- Don Weis in 3 episodi (1977)
- Christian I. Nyby II in 2 episodi (1977)
- Joseph Pevney in 2 episodi (1977)
- Dick Moder

### Sceneggiatori
Tra gli sceneggiatori sono accreditati:
- Nicholas Corea in 3 episodi (1977)
- Richard Fielder in 2 episodi (1977)
- Tom Greene in 2 episodi (1977)
- David Jacobs in 2 episodi (1977)
- Charles Sailor in 2 episodi (1977)

## Distribuzione
La serie fu trasmessa negli Stati Uniti dal 15 settembre 1976 (pilot) e dal 23 marzo 1977 (1º episodio) al 10 agosto 1977 sulla rete televisiva NBC. In Italia è stata trasmessa con il titolo Kingston: dossier paura.

## Episodi
| Stagione       | Episodi | Prima TV USA |
| -------------- | ------- | ------------ |
| Prima stagione | 13+1    | 1976-1977    |